# Illex oxygonius
Illex oxygonius är en bläckfiskart som beskrevs av Roper, Lu och Armin Mangold 1969. Illex oxygonius ingår i släktet Illex och familjen Ommastrephidae. Inga underarter finns listade i Catalogue of Life.

## Bildgalleri

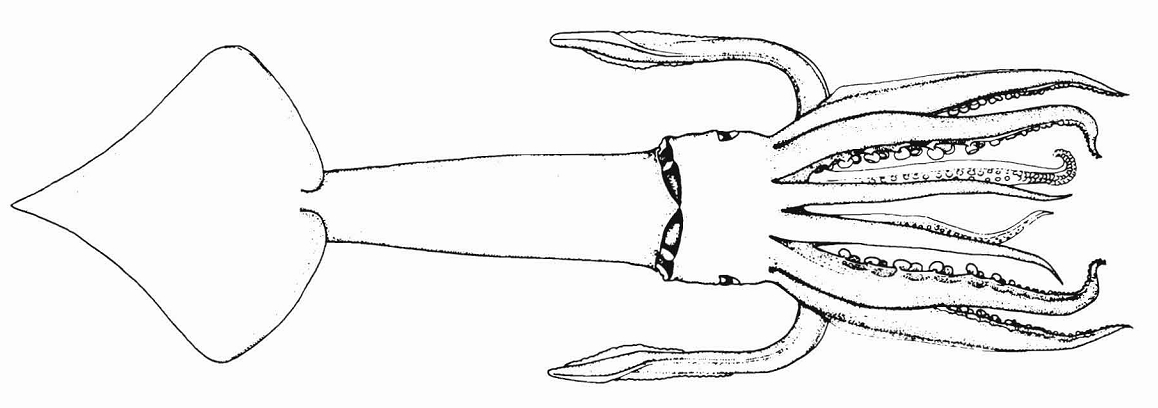